# Fernande Olivier
Fernande Olivier rozená Amélie Lang (6. července 1881 Paříž – 26. ledna 1966 Neuilly-sur-Seine) byla francouzská modelka. Vešla ve známost jako modelka, která pózovala pro Pabla Picassa a vztah s ním. Picasso namaloval přes 60 jejích portrétů.

## Životopis
Narodila se jako nemanželské dítě ze vztahu své matky s ženatým mužem. Vychovala ji teta se strýcem, kteří se pokusili pro ni domluvit sňatek. Místo toho, Olivier utekla a provdala se za muže, který jí týral. V roce 1900, když jí bylo 19 let, manžela opustila bez formálního rozvodu a přestěhovala se do Paříže. Změnila si jméno, aby ji manžel nemohl najít. Rychle si našla práci jako modelka pro umělce. Byla stálicí v kruhu přátel spisovatele Guillauma Apollinairea, kde se seznámila s Paulem Léautaudem, Keesem van Dongenem a Edmondem-Marie Poullainem. Zejména Van Dongen ji maloval vícekrát.

### Vztah s Picassem
Picassa potkala v Bateau-Lavoir v roce 1904 a následující rok spolu začali žít. Jejich vztah trval sedm let a charakterizoval jej temperament. Oba byli žárliví milenci a jejich vášeň někdy vyeskalovala až k násilí. Některé mezi nejvýznamnějšími díly Picassova kubistického období v letech 1907–1909, byly inspirovány Olivier – např. Hlava ženy (Fernande). Picasso později uvedl, že podle ní byla vytvořena jedna z postav obrazu Avignonské slečny.
V dubnu 1907 Olivier v místním sirotčinci adoptovala 13letou dívku Raymonde. Malá rodina dlouho nevydržela. Poté co Olivier objevila Picassovy explicitní kresby Raymonde, poslala dívku zpátky do sirotčince. Později se ve svých memoárech o dívce vůbec nezmínila.
Když Picasso konečně dosáhl úspěchu jako umělec, začal o Fernande ztrácet zájem, protože mu připomínala těžké časy. Nakonec se rozešli v roce 1912, čímž Olivier přišla o způsob života, na který si uvykla. Neměla ani žádný právní nárok na Picassův majetek, protože byla oficiálně stále provdána za svého manžela. Aby se uživila, brala různé práce, od pokladní v řeznictví až k prodavačce ve starožitnictví. Finanční příjem si zlepšovala také dáváním lekcí kresby.
Po dvaceti letech od jejího vztahu s Picassem, napsala memoáry o jejich společném životě. Picasso byl tehdy již slavný umělec své doby a publikace memoárů slibovala komerční potenciál. Titul Picasso et ses amis (Picasso a jeho přátelé), byl publikován v roce 1930 ve formě seriálu na pokračování v belgickém deníku Le Soir, a to i přes Picassův silný odpor. Picasso najal právníky, aby publikaci zastavil, a tak vyšlo pouze 6 dílů. Platba, kterou Olivier získala jí pomohla vylepšit životní styl, ale zakrátko peníze utratila.
Když v roce 1956 ohluchla a trpěla artritidou, přemluvila Picassa, aby jí platil malou penzi výměnou za slib, že nebude nic dalšího publikovat o jejich vztahu, dokud bude jeden z nich naživu. Zemřela v roce 1966 a Picasso v roce 1973. Memoáry byly kompletně publikovány v roce 1988.
Ve svém Journal (Deník) Olivier popsal Paul Léautaud. Guillaume Apollinaire měl také aférku s Olivier. Fernande Olivier figuruje také v knize Gertrude Steinové The Autobiography of Alice B Toklas (Autobiografie Alice B. Toklasové).